# Una assassina molt especial
Una assassina molt especial (títol original: Serial Mom) és una pel·lícula estatunidenca dirigida per John Waters, estrenada l'any 1994. Ha estat doblada al català. El film està pretesament inspirat en una història real, però no és més que una invenció del realitzador per avivar l'interès de l'espectador. Precissa fins i tot irònicament « que cap persona implicada en els homicidis no ha rebut cap compensació financera ».

## Argument
Beverly és en aparença una respectable mare de família, afectuosa i plena d'atencions. Però té un petit defecte: a Beverly no li agrada que li portin la contrària, ella, el seu marit o els seus fills. És així com dels membres del veïnat desapareixen, assassinats en condicions misterioses. 
El film dibuixa, a través d'un humor negre destructor, el retrat d'una dona aparentment normal, però interiorment boja. No suporta que ningú es creui en el seu camí, s'atreveix a criticar la seva família o ella mateixa, o no respecta  les regles elementals del saber viure. Porta aquest raciocini a l'extrem, no dubtant en eliminar físicament tot el que ho infligeix, ja sigui per un pretext aparentment futil (un jove que no es posa  el  cinturó de seguretat, un jurat que osa portar sabates blanques després del Labor Day ...)
La critica de la societat moderna és igualment molt present. És particularment evident en el procés de Beverly, on els seus fills venen t-shirts i xapes amb la seva efigie, i on Chip (el fill) convenç el germà de Carl de vendre els drets de la seva història per una adaptació cinematogràfica de les « gestes » de la seva mare.

## Repartiment
- Kathleen Turner: Beverly Sutphin
- Sam Waterston: Eugene Sutphin
- Ricki Lake: Misty Sutphin
- Matthew Lillard: Chip Sutphin
- Scott Morgan: inspector Pike
- Walt MacPherson: Inspector Gracey
- Justin Whalin: Scotty Barnhill, l'amic de Chip
- Patricia Dunnock: Birdie, l'amiga de Chip
- Lonnie Horsey: Carl Pageant, el company de Misty
- Mink Stole: Dottie Hinkle, la veïna assetjada
- Mary Jo Catlett : Rosemary Ackerman
- John Badila: Paul Stubbins, el professor de matemàtiques de Chip
- Kathy Fannon: Betty Sterner, el veí que menja pollastre
- Doug Roberts: Ralph Sterner, la veïna que menja pollastre
- Traci Lords : la companya rossa de Carl
- Tim Caggiano : Marvin A. Pickles, el testimoni als banys
- Jeff Mandon : Howell Hawkins, el periodista fotògraf
- Colgate Salsbury : el pare Boyce
- Patsy Grady Abrams: Emma Lou Jenson, la clienta del Videoclub
- Richard Pilcher : Herbie Hebden, l'advocat de Beverly

## Rebuda
- Serial Mother va rebre una regular acollida en sales, obtenint 8 milions de dòlars de recaptació per un pressupost que arribava a 13 milions. No obstant això, com nombrosos altres films de John Waters, la seva sortida en vídeo va refer aquest fracàs i li va procurar un estatus de film de culte.
- crírtica: 
  - "Waters carrega contra la suposada familia feliç americana"[3]
  - "Original i rodada amb molta imaginació"[4]